# KCalc
KCalc és la calculadora integrada amb el KDE Gear sota llicència GPL-2.0+. Compta amb quatre modes diferents que varien d'acord amb les operacions que es vulgui realitzar: mode senzill, mode científic, mode estadístic i mode de sistema numeral. El canvi de mode es fa des del menú Arranjament.

## Característiques
Compta amb les funcionalitats habituals que ofereixen la majoria de les calculadores científiques. És personalitzable i fàcil d'emprar: els colors i la tipografia són configurables; és possible determinar la precisió dels càlculs i el nombre de decimals amb els quals treballar; es poden utilitzar dreceres de teclat preestablertes o configurar-ne d'altres , que faciliten l'ús sense un dispositiu com el ratolí; s'usa des del teclat o prement sobre les tecles en pantalla amb el punter del ratolí; permet copiar i enganxar números des d'altres aplicacions o la pantalla de l'ordinador; compta amb una pila de resultats que permet reprendre operacions anteriors i pot operar amb funcions trigonomètriques, càlculs estadístics, i operacions lògiques.